# 森乳業
森乳業株式会社（もりにゅうぎょう）は、埼玉県行田市に本社を置く乳製品メーカー。全国的には「わたしとぼくのコーヒー牛乳」「WATABOKU・わたぼく」で知られる。

## 概要
市販される製品のほか宅配も行っている。
埼玉県の東部において学校給食の牛乳を供給している。

## 沿革
- 1887年 - 創業者の森脩が森牛乳店を忍町（現行田市）に設立した。